# إي. لويد شيلدون
إي. لويد شيلدون (بالإنجليزية: E. Lloyd Sheldon)‏ هو مونتير ومنتج أفلام وكاتب سيناريو أمريكي، ولد في 27 مايو 1886 في سبرينغفيلد في الولايات المتحدة، وتوفي في 24 يناير 1957 في لوس أنجلوس في الولايات المتحدة.

## وصلات خارجية
- إي. لويد شيلدون على موقع IMDb (الإنجليزية)
- إي. لويد شيلدون على موقع ألو سيني (الفرنسية)
- إي. لويد شيلدون على موقع أول موفي (الإنجليزية)
- إي. لويد شيلدون على موقع قاعدة بيانات الأفلام السويدية (السويدية)
- إي. لويد شيلدون على موقع قاعدة بيانات الفيلم (الإنجليزية)